# Anillo noetheriano
En álgebra abstracta, un anillo {\displaystyle R} es Noetheriano por la izquierda si sus ideales por la izquierda satisfacen la condición de cadena ascendente. Diremos que un anillo es noetheriano si es noetheriano por la izquierda y por la derecha. En los anillos conmutativos no se utiliza esta distinción, pues noetheriano por un lado implica noetheriano por el otro.
Los anillos Noetherianos son nombrados así en honor a Amalie Emmy Noether.
Uno de los primeros resultados que puede demostrarse es que un anillo es noetheriano por la izquierda si, y sólo si, todo ideal por la izquierda del anillo es finitamente generado. Otra condición equivalente a las anteriores es que todo conjunto no vacío de ideales del anillo tiene un ideal maximal. También es conocido que si {\displaystyle R} es un anillo noetheriano, entonces {\displaystyle R[X]} es un anillo noetheriano (teorema de la base de Hilbert)

## Importancia
El que un anillo sea noetheriano implica de alguna manera ciertas condiciones de finitud. Así, por ejemplo, en un anillo noetheriano todo elemento se descompone en un producto finito de elementos irreducibles, aunque en general esta descomposición no será única. Para que un dominio noetheriano sea dominio de factorización única debe de verificarse que todo elemento irreducible del anillo sea primo. 
En anillos noetherianos conmutativos también implica que de la intersección de una familia cualquiera de ideales (infinita o no), puede extraerse un subconjunto finito que tenga esa misma intersección. Y todavía más, todo ideal de un anillo noetheriano conmutativo puede expresarse de forma única como intersección finita de ideales primarios.
Otro punto importante es que si tenemos una familia cualquiera de ecuaciones polinómicas sobre un anillo noetheriano conmutativo, entonces podemos prescindir de todas salvo un número finito para obtener un sistema que tenga la misma solución que el sistema inicial. También juega un papel importante en el "buen comportamiento" de la dimensión de Krull. Estos resultados son fundamentales en geometría algebraica y de ahí la importancia de estos anillos en esta rama de las matemáticas.

## Ejemplos
a) El conjunto de los números enteros {\displaystyle \mathbb {Z} }

b) Los dominios de ideales principales

c) Los dominios de Dedekind.

d) Cualquier cuerpo y en particular {\displaystyle \mathbb {Q} }, {\displaystyle \mathbb {R} } y {\displaystyle \mathbb {C} }

e) Los anillos de polinomios sobre un anillo noetheriano (en particular, sobre un cuerpo)

## Proposiciones
a) Si R es un anillo noetheriano e I un ideal bilátero, entonces R/I es noetheriano.

b) Todo anillo artiniano por la izquierda es noetheriano por la izquierda (igual por la derecha)

- Datos: Q582271